# (8179) 1992 EA7
A (8179) 1992 EA7 a Naprendszer kisbolygóövében található aszteroida. Az UESAC fedezte fel 1992. március 1-én.